# Svinčev(II) oksid
Svinčev(II) oksid, svinčev oksid ali svinčev monoksid je anorganska spojina s formulo PbO. Spojina ima dva polimorfa: tetragonalni litargit in ortorombski masikot.
Največ svinčevega oksida se porabi za proizvodnjo svinčevih stekel in industrijske keramike, vključno z računalniškimi komponentami.

## Priprava
PbO se lahko pripravi s segrevanjem kovinskega svinca pri približno 600 °C. Pri tej temperaturi je PbO končni produkt oksidacije svinca v različne okside:
do 293 °C: PbO2  →  293 °C: Pb12O19   →  351 °C: Pb12O17 → 375 °C: Pb3O4  → 605 °C: PbO
Pripravi se lahko tudi z razpadom svinčevega(II) nitrata in svinčevega(II) karbonata:
2Pb(NO3)2 → 2PbO + 4NO2 + O2
PbCO3 → PbO + CO2
V industrijskem obsegu se proizvaja kot vmesni produkt predelave svinčeve rude v kovinski svinec. Svinčev sulfid (galenit) se pri praženju pri visoki temperaturi (1000 °C) pretvorijo v oksid:
2PbS + 3O2 → 2PbO + 2SO2
Kovinski svinec se pridobiva z redukcijo PbO z ogljikovim monoksidom pri približno 1200 °C:
PbO + CO → Pb + CO2

## Zgradba
Z rentgensko kristalografijo se je ugotovilo, da imata oba polimorfa, tetragonalni in ortorombski, obliko piramide s štirikratno  koordiniranimi Pb centri. Tetragonalni PbO ima štiri enako dolge vezi Pb-O, ortogonalni pa dve krajši in dve daljši vezi. Piramidasta oblika kaže na prisotnost stereokemijsko aktivnega prostega elektronskega para. Tetragonalni PbO se imenuje litargit, ortorombski pa masikot. Prehod masikota v litargit in obratno se doseže z nadzorovanim segrevanjem oziroma ohlajanjem. Tetragonalna oblika je običajno rdeče ali oranžne barve, vendar barva ni najbolj zanesljiv pokazatelj njegove zgradbe. Mineralni obliki obeh polimorfov sta v naravi redki.

## Reakcije
Rdeča in rumena različica PbO se razlikujeta samo po majhni spremembi entalpije:
PbO(rdeč) → PbO(rumen);  ΔH = 1,6 kJ/mol
PbO je amfoteren, se pravi da reagira s kislinami in bazami. S kislinami tvori Pb2+ soli, ki nastanejo preko klastrov, na primer [Pb6O(OH)6]4+. Z močnimi bazami tvori soli plumbite:
PbO + H2O + OH- → [Pb(OH)3]-

## Uporaba
PbO je ključna surovina za proizvodnjo svinčevega stekla. Svinčev oksid zmanjša viskoznost steklene taline, v steklu pa poveča njegov lomni količnik, električno upornost in sposobnost absorbiranja rentgenskih žarkov. Kot dodatek v industrijsko keramiko (in steklo) poveča njegovo magnetnost (dvigne Curiejevo temperaturo). V preteklosti se je na veliko uporabljal tudi za keramične glazure za kuhinjsko posodo. Njegova uporaba v ta namen je sedaj mnogo manjša. Nekaj PbO se porabi tudi za vulkanizacijo gume, pigmente in barvne premaze. V katodnih ceveh se uporablja za blokiranje rentgenskega sevanja, predvsem v vratu in lijaku, ker na čelni ploskvi lahko povzroči razbarvanje. Za čelno ploskev je bolj primeren stroncijev oksid.
Proizvodnja svinca, torej tudi svinčevega oksida, je odvisna od števila avtomobilov, ker je svinec ključna komponenta avtomobilskih svinčevih akumulatorjev.

### Drugo
Zmes PbO in glicerina se strdi v trden vodoodporen cement, ki se je včasih uporabljal za tesnenje stranic in dna akvarijev in stekla v okenskih okvirih. 
Litargit se je včasih mešal z lanenim oljem in kuhal, da je nastal vodoodporen premaz, ki so ga uporabljali za pozlačevanje. Laneno olje je dalo premazu oprijemljivost in odpornost, litargit pa temno rdečo barvo, tako da so bili zlati lističi videti topli in sijoči.
PbO se uporablja v nekaterih kondenzacijskih reakcijah v organskih sintezah.

### Alkimija
Svinčev oksid je igral pomembno vlogo v alkimiji. Svinec se je v kemijski reakciji pretvoril v rumen PbO, za katerega so verjeli, da je zlato. Reakcijo so imeli za dokaz, da lahko zlato nastane tudi iz neplemenite kovine.

## Vpliv na zdravje
Vdihavanje in zaužitje svinčevega oksida je smrtno nevarno. PbO povzroča draženje kože, oči in dihal, vpliva na dlesni, osrednje živčevje, ledvica in reproduktivni sistem in se akumulira v tkivih rastlin in sesalcev.